# 2024年委內瑞拉總統選舉
2024年委内瑞拉总统选举于2024年7月28日举行，选举出新一任委内瑞拉总统；新一任总统任期将于2025年1月10日开始，为期6年。
根据委内瑞拉政府控制的全国选举委员会发布的选举结果，时任总统尼古拉斯·马杜罗在得票率以51%比44%的领先差距胜出，获得第三个总统任期。而根据反对派联盟民主统一纲领发布的选举结果，民主统一纲领候选人埃德蒙多·冈萨雷斯·乌鲁蒂亚在得票率以67%比30%的巨大优势胜出。
马杜罗隨後向委内瑞拉最高法院上诉。2024年8月22日，委内瑞拉最高法院确认马杜罗勝選，他可以连任。然而联合国方面表示委内瑞拉司法没有独立裁决缺乏公正性。委內瑞垃反对派也表示此判决无效。
2025年1月10日，马杜罗宣誓就任，开始第三任期。

## 選舉結果

### 選舉委員會公布的選舉結果
| 參選人                 | 參選人                     | 政黨                     | 得票       | %       |
| ---------------------- | -------------------------- | ------------------------ | ---------- | ------- |
|                        | 尼古拉斯·马杜罗            | 委内瑞拉统一社会主义党   | 5,150,092  | 51.2000 |
|                        | 埃德蒙多·岡薩雷斯·烏魯蒂亞 | 獨立人士（民主统一纲领） | 4,445,978  | 47.2000 |
|                        | 其他8名候選人              | 其他                     | 462,704    | 4.6000  |
| 無效或空白票           | 無效或空白票               | 無效或空白票             | 0          | –       |
| 總計                   | 總計                       | 總計                     | 10,058,774 | 100     |
| 已登記選民人數／投票率 | 已登記選民人數／投票率     | 已登記選民人數／投票率   | 21,392,464 | 59      |
| 來源：                 |                            |                          |            |         |

馬杜羅公布的選舉結果中，所有候選人的得票都十分精確地落在小數點後的十分位中，且沒有一張廢票，而在數千萬選民參與的選舉中，出現這樣子的數字排列的可能性極低。而《國家報》的寫手的基科·拉內拉的計算，出現這樣的巧合的可能性大約只有一億分之一。而跟據El Espectador的說法，「如此精確的數據明顯是欺詐。」
8月2日，選委會表示目前已經清點有96.87%的投票中心，馬杜羅以51.95%（即640萬票）勝出，而反對派候選人埃德蒙多·岡薩雷斯的投票率為43.18%（即530萬票）。選委會的網站自7月29日以來一直關閉，當局稱網站遭駭客攻擊。

### 反對派公布的選舉結果
| 參選人                 | 參選人                     | 政黨                     | 得票       | %     |
| ---------------------- | -------------------------- | ------------------------ | ---------- | ----- |
|                        | 尼古拉斯·马杜罗            | 委内瑞拉统一社会主义党   | 3,250,424  | 30.44 |
|                        | 埃德蒙多·岡薩雷斯·烏魯蒂亞 | 獨立人士（民主统一纲领） | 7,173,152  | 67.20 |
|                        | 其他8名候選人              | 其他                     | 251,446    | 2.36  |
| 無效或空白票           | 無效或空白票               | 無效或空白票             | 18,159     | –     |
| 總計                   | 總計                       | 總計                     | 17,777,955 | 100   |
| 已登記選民人數／投票率 | 已登記選民人數／投票率     | 已登記選民人數／投票率   | 20,527,571 | 46.07 |
| 來源：                 |                            |                          |            |       |

## 反應

### 国内
委内瑞拉共产党中央委员会政治局发表声明称“正如尼古拉斯·马杜罗政府剥夺委内瑞拉人民的社会和经济权利一样，今天它又打算剥夺他们的民主权利”，并呼吁真正的民主、人民和爱国力量联合起来，捍卫委内瑞拉人民的意愿。
委内瑞拉的天主教主教们要求核实选票。
委内瑞拉总统尼古拉斯·马杜罗表示，他要求该国最高法院对总统选举进行审計，並表示「已準備好提供百分百的完整紀錄」。
反對派領袖玛丽亚·科里纳·马查多表示，馬杜羅沒有贏得選舉，指她有直接從全國80%以上的投票站獲得的收據。她並反駁選委會“計算了80%的選票”中顯示馬杜羅勝出的說法，稱事實是馬杜羅並無從任何一個州獲勝，指此不僅被四次不同的快速計票和兩次獨立的票站調查所證實，並被他們從每張投票收據實時證實。
8月2日，委內瑞拉外交部表示，美國是「於企圖政變的最前線」。

### 国际

國際對選舉結果的反應
委內瑞拉
認可
不認可/要求驗證
未有說明

古巴国家主席米格尔·迪亚斯-卡内尔、洪都拉斯总统希奥玛拉·卡斯特罗、玻利维亚总统卢乔·阿尔塞、中华人民共和国主席习近平以及尼加拉瓜政府对马杜罗当选连任表示祝贺。
阿根廷、巴拿马、乌拉圭等9国外长发表联合公报，呼吁允许所有候选人代表复核计票。委内瑞拉外交部表示，由於阿根廷、智利、哥斯达黎加、秘鲁、巴拿马、多米尼加和乌拉圭等国试图不承认委内瑞拉大选结果，決定将从阿根廷、智利、秘鲁等7个拉美地区国家召回外交人员，同时要求这些国家的外交人员从委内瑞拉撤出。巴拿马总统何塞·劳尔·穆利诺宣布，将召回巴拿马驻委内瑞拉外交人员，并暂时中止与委内瑞拉的外交关系。
聯合國秘書長古特雷斯呼吁選舉保持“完全透明”。
七国集团呼吁委内瑞拉当局以完全透明的方式公布这次总统选举的详细投票结果。
選舉後翌日，九個拉丁美洲國家（阿根廷、哥斯大黎加、多明尼加、厄瓜多、瓜地馬拉、巴拿馬、巴拉圭、秘魯和烏拉圭）呼籲美洲国家组织於7月31日召開緊急會議。成員國無就決議達成共識。美洲組織秘書長提及國際刑事法院正在對委內瑞拉進行的反人類罪調查，表示他將向該法院請求逮捕馬杜羅。 
美國國務卿安東尼·布林肯對委內瑞拉選委會結果的真實性表示懷疑。8月1日，布林肯說，有「壓倒性的證據」表明岡薩雷斯獲勝，但當時未有承認他為當選總統。
7月30日，秘魯成為首個承認岡薩雷斯為委內瑞拉當選總統的國家，委内瑞拉因此宣布與祕魯斷交。
8月2日，布林肯表示，岡薩雷斯在是次總統選舉中「贏得最多選票」。
8月4日，歐盟發表聲明，表示委內瑞拉選委會雖已作出承諾，但仍未公佈投票站的正式投票記錄，指在沒有證據支持的情況下，選委會於8月2日公佈的結果無法被承認，呼籲進一步獨立核查選舉記錄。欧盟首席外交官何塞普·博雷尔表示，欧盟将继续视马杜罗为事实上的领导人，但不会承认其「民主合法性」，指出在外交上被承认的不是政府，而是国家。9月19日，欧洲议会在以309票赞成、201票反对、12票弃权通过的决议中，强烈谴责马杜罗政权控制下的全国选举委员会组织的选举结果造假和侵犯人权，而欧洲议会亦承认冈萨雷斯为委内瑞拉当选总统。

## 後續
2024年8月2日，馬查多的所屬黨派指出，六位蒙面人士於凌晨3時左右突然襲擊其總部打破門，並拖走有價值的檔案和裝置，幾面牆壁上覆蓋著黑色噴漆。由於馬查多稱馬杜洛威脅逮捕她，故選舉後沒有公開露面。直至8月3日，馬查多現身，並加入示威。9月7日，反對派支持的總統候選人岡薩雷斯在西班牙駐委內瑞拉大使館尋求庇護後逃亡至西班牙。